# Ескадрені міноносці типу E та F
Ескадрені міноносці типу E та F (англ. E and F-class destroyer) — клас військових кораблів з 18 ескадрених міноносців, що випускалися британськими суднобудівельними компаніями з 1932 по 1935 роки. Ескадрені міноносці цього типу входили до складу Королівського військово-морського флоту Великої Британії. Пізніше 3 корабля цього типу були передані до Королівського ВМФ Канади, та по 1 — до ВМС Греції та Домініканської Республіки. Есмінці використовували у 30-х роках та за часів Другої світової війни. У морських боях та битвах було втрачено 9 кораблів цього типу, десятий був списаний через отримані серйозні конструктивні пошкодження.
Цей тип британських ескадрених міноносців належав до п'ятої та шостої серії міжвоєнних серійних есмінців (так звані «стандартні» есмінці).

## Ескадрені міноносці типу E та F

### Королівський військово-морський флот Великої Британії

#### Ескадрені міноносці типу «E»
| Корабель    | Номер вимпелу                     | Виготовлювач                                        | Закладено       | Спущено         | У строю           | Статус |
| ----------- | --------------------------------- | --------------------------------------------------- | --------------- | --------------- | ----------------- | --- |
| «Еко»       | H23                               | William Denny & Brothers, Дамбартон                 | 20 березня 1933 | 16 лютого 1934  | 22 жовтня 1934    | У 1944 переданий до Королівських ВМС Греції (перейменований на «Наварінон»); в 1956 виключений зі складу флоту, розібраний на металобрухт                |
| «Екліпс»    | H08                               | William Denny & Brothers, Дамбартон                 | 22 березня 1933 | 12 квітня 1934  | 29 листопада 1934 | 24 жовтня 1943 року підірвався на міні поблизу Калімносу, Греція                                                                                         |
| «Електра»   | H27                               | Hawthorn Leslie & Company, Геббурн                  | 15 березня 1933 | 15 лютого 1934  | 13 вересня 1934   | 27 лютого 1942 року потоплений японським легким крейсером «Дзіндзу» в битві в Яванському морі                                                            |
| «Енкаунтер» | H10                               | Hawthorn Leslie & Company, Геббурн                  | 15 березня 1933 | 29 березня 1934 | 2 листопада 1934  | 1 березня 1942 року потоплений після отримання важких пошкоджень у бою з японськими важкими крейсерами «Асігара» та «Мьоко» в битві в Яванському морі    |
| «Ескапада»  | H17                               | Scotts Shipbuilding and Engineering Company, Грінок | 30 березня 1933 | 30 січня 1934   | 30 серпня 1934    | проданий на брухт 17 травня 1947 |
| «Ескорт»    | H66                               | Scotts Shipbuilding and Engineering Company, Грінок | 30 березня 1933 | 29 січня 1934   | 30 жовтня 1934    | 11 липня 1940 року зазнав важких пошкоджень у результаті торпедування італійським підводним човном «Марконі»; затонув при буксируванні північніше Алжиру |
| «Еск»       | H15                               | Swan Hunter & Wigham Richardson, Волсенд            | 24 березня 1933 | 19 березня 1934 | 28 вересня 1934   | 31 серпня 1940 року затонув у результаті підриву на міні поблизу острову Тесел Нідерланди                                                                |
| «Експрес»   | H61                               | Swan Hunter & Wigham Richardson, Волсенд            | 24 березня 1933 | 29 травня 1934  | 2 листопада 1934  | У червні 1943 переданий до Королівських ВМС Канади (перейменований на HMCS «Гатино»); у 1955 виключений зі складу флоту, розібраний на металобрухт       |
| «Ексмаут»   | H02 (лідер ескадрених міноносців) | HMNB Portsmouth, Портсмут                           | 15 травня 1933  | 7 лютого 1934   | 9 листопада 1934  | 21 січня 1940 року потоплений німецьким підводним човном U-22 у Морі-Ферт                                                                                |

#### Ескадрені міноносці типу «F»
| Корабель    | Номер вимпелу                     | Виготовлювач                                  | Закладено      | Спущено         | У строю         | Статус |
| ----------- | --------------------------------- | --------------------------------------------- | -------------- | --------------- | --------------- | --- |
| «Фейм»      | H78                               | Parsons Marine Steam Turbine Company, Волсенд | 5 липня 1933   | 28 червня 1934  | 26 квітня 1935  | У лютому 1949 переданий до ВМС Домініканської Республіки (перейменований на «Дженераліссімо»); в 1962 перейменований на «Санчес»; в 1968 виключений зі складу флоту, розібраний на брухт |
| «Фіерлес»   | H67                               | Cammell Laird, Беркенгед                      | 17 липня 1933  | 12 червня 1934  | 22 грудня 1934  | 12 липня 1941 року торпедуваний італійським літаком у Середземному морі; затонув 23 липня 1941                                                                                           |
| «Файрдрейк» | H79                               | Parsons Marine Steam Turbine Company, Волсенд | 5 липня 1933   | 28 червня 1934  | 30 травня 1935  | 17 грудня 1942 року торпедований німецьким підводним човном U-211 |
| «Форсайт»   | H68                               | Cammell Laird, Беркенгед                      | 21 липня 1933  | 29 червня 1934  | 15 травня 1935  | 13 серпня 1942 року загинув після торпедування італійськими торпедоносцями під час операції «П'єдестал»                                                                                  |
| «Форестер»  | H74                               | J. Samuel White, Коуз                         | 15 травня 1933 | 28 червня 1934  | 29 березня 1935 | у січні 1946 року проданий на брухт |
| «Форчун»    | H70                               | John Brown & Company, Клайдбанк               | 25 липня 1933  | 29 серпня 1934  | 27 квітня 1935  | 31 травня 1943 переданий до Королівських ВМС Канади (перейменований на HMCS «Саскачеван»); 28 січня 1946 виключений зі складу флоту, розібраний на брухт                                 |
| «Фоксхаунд» | H69                               | John Brown & Company, Клайдбанк               | 21 серпня 1933 | 12 жовтня 1934  | 6 червня 1935   | 8 лютого 1944 переданий до Королівських ВМС Канади (перейменований на HMCS «К'Аппель»); 27 травня 1946 виключений зі складу флоту, розібраний на брухт                                   |
| «Ф'юрі»     | H76                               | J. Samuel White, Коуз                         | 19 травня 1933 | 10 вересня 1934 | 18 травня 1935  | 21 червня 1944 року поблизу узбережжя Нормандії отримав серйозні пошкодження в результаті підриву на морській міні; 18 вересня 1944 розібраний на брухт                                  |
| «Фокнор»    | H62 (лідер ескадрених міноносців) | Yarrow Shipbuilders, Глазго                   | 31 липня 1933  | 12 червня 1934  | 24 травня 1935  | 21 січня 1946 року проданий на брухт. Розібраний у квітні 1946 |